# Південний Кебілі
Округ Південний Кебілі (араб. معتمدية قبلي الجنوبية) — округ в Тунісі. Входить до складу вілаєту Кебілі. Адміністративний центр — м. Кебілі. Станом на 2004 рік в окрузі проживало 30447 жителів. Межує з усіма округами вілаєту Кебілі, а також із вілаєтом Габес.